# Chiroubles
Chiroubles település Franciaországban, Rhône megyében. Lakosainak száma 416 fő (2022. január 1.). Chiroubles Vauxrenard, Villié-Morgon, Fleurie és Deux-Grosnes községekkel határos.

## Népesség
A település népességének változása:
| Lakosok száma | 413  | 410  | 411  | 391  | 387  | 384  | 380  | 398  | 416  |
|               | 2013 | 2015 | 2016 | 2017 | 2018 | 2019 | 2020 | 2021 | 2022 |